# 平陸県 (河南省)
平陸県（へいりく-けん）は中華人民共和国河南省にかつて存在した県。現在の開封市尉氏県北東部に相当する。
前漢により設置され、後漢により廃止された。